# مونت لائورو
مونت لائورو (به ایتالیایی: Monte Lauro) یک کوه در ایتالیا است که در استان سیراکوز واقع شده‌است. مونت لائورو ۹۸۶ متر بالاتر از سطح دریا واقع شده‌است.